# De Brabantse Wal
Het streekpad De Brabantse Wal (SP 17) (ook aangeduid als Brabantse Wal en Brabantse Walpad) is een voormalig streekpad dat was vernoemd naar de Brabantse Wal of Zoom, een opvallende verhoging in het landschap in het zuidwesten van de Nederlandse provincie Noord-Brabant, op de grens met Zeeland en de Belgische provincie Antwerpen. De route is per 1 november 2024 opgeheven omdat hij "door landschappelijke ingrepen niet meer voldeed aan de kwaliteitseisen die wij [Wandelnet] aan wandelroutes stellen".
Het streekpad had een lengte van 112 km en vormt een lus van Bergen op Zoom via Steenbergen, Wouw en de Belgische grens, terug naar Bergen op Zoom. De route was gemarkeerd met geel-rode markeringen en in beide richtingen in een gidsje beschreven. De route begon bij de Markiezenhof in Bergen op Zoom. Het pad werd beheerd door Wandelnet. 
De route kruiste in Bergen op Zoom het Grenslandpad (van Sluis naar Thorn) en sloot, eveneens in Bergen op Zoom, aan op het Deltapad naar Hoek van Holland, onderdeel van de Wandelroute GR5 naar Nice. Het Floris V-pad eindigt even ten oosten van Bergen op Zoom.

## Afbeeldingen

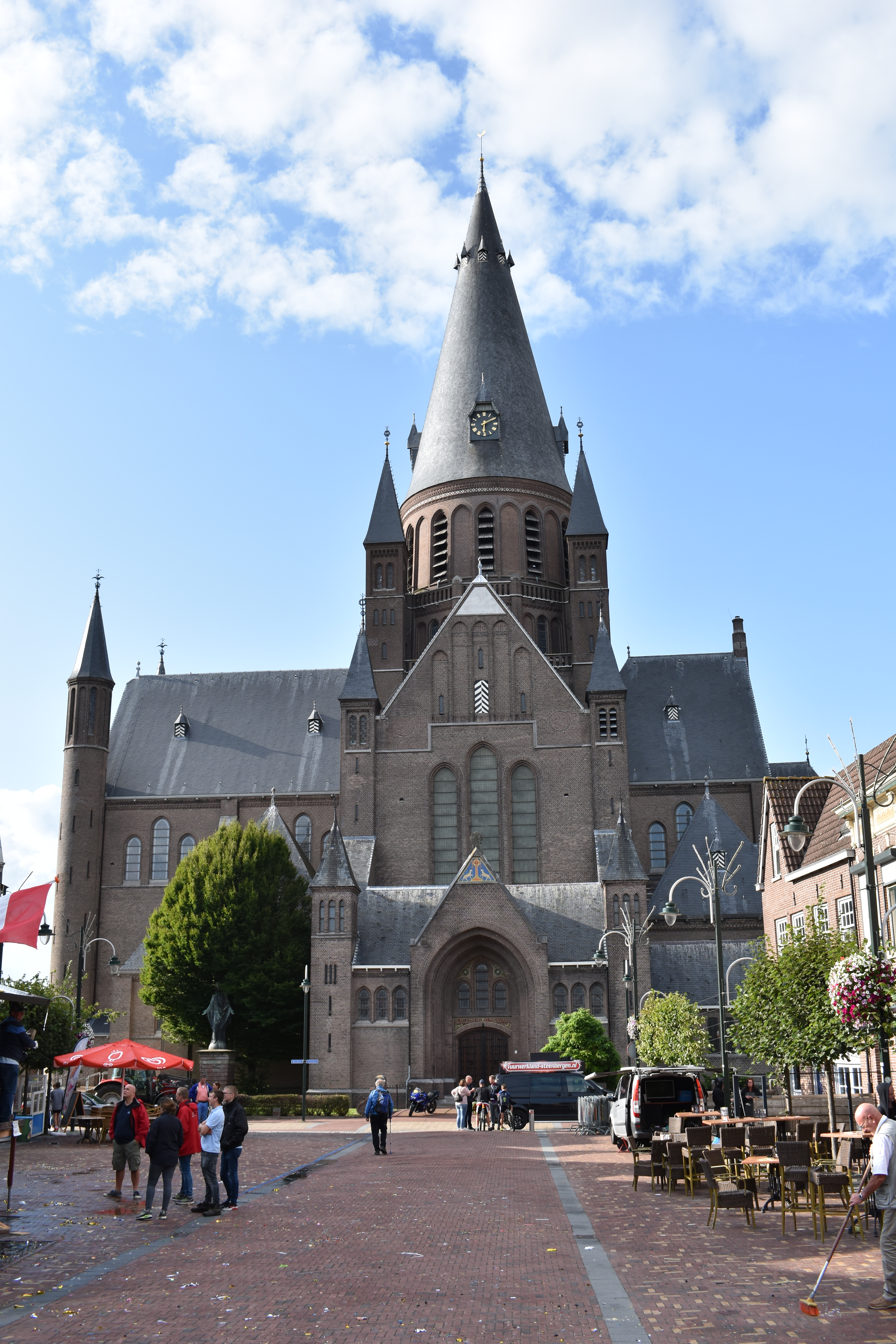
St. Gummaruskerk, Steenbergen
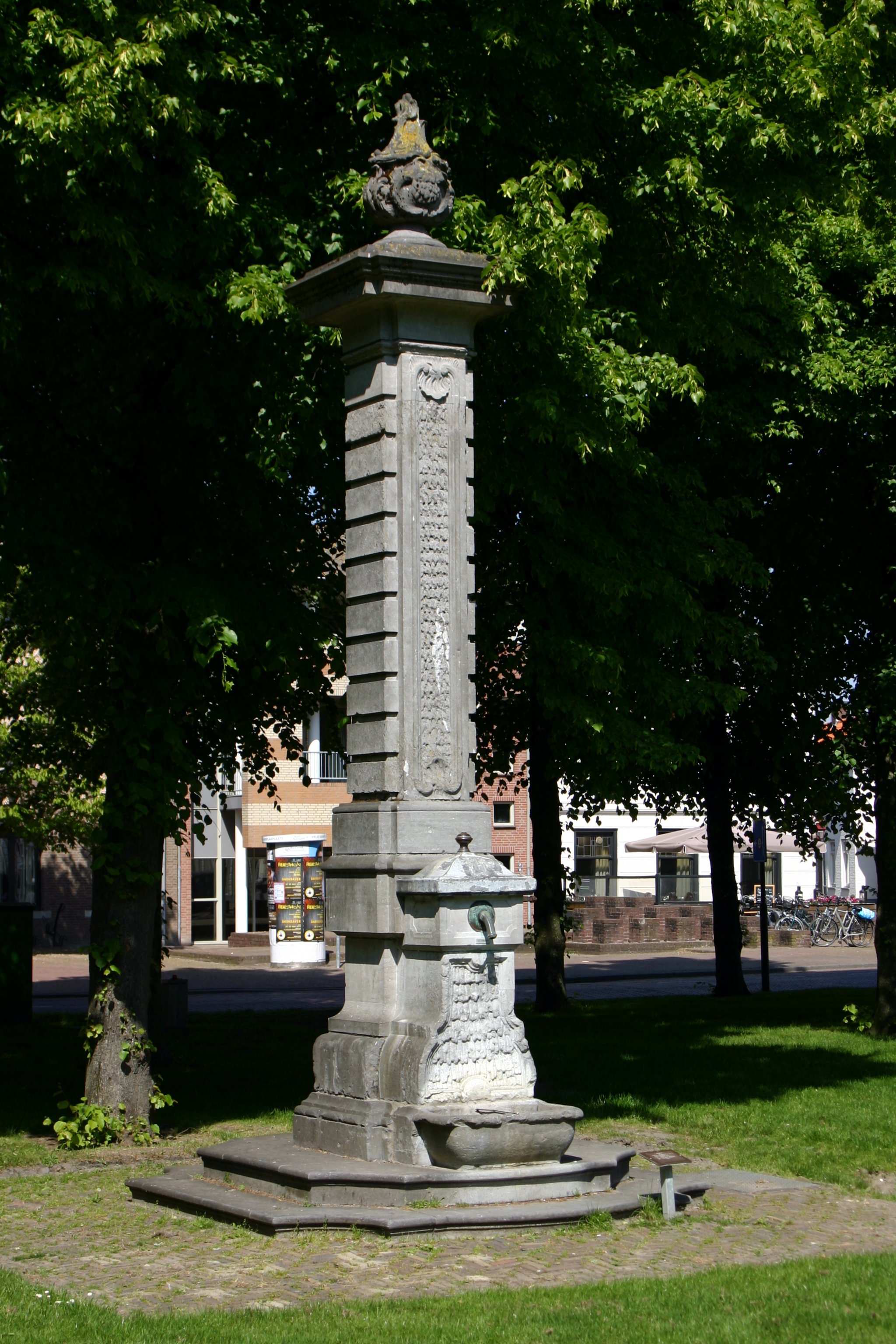
Pomp op de Markt, Wouw
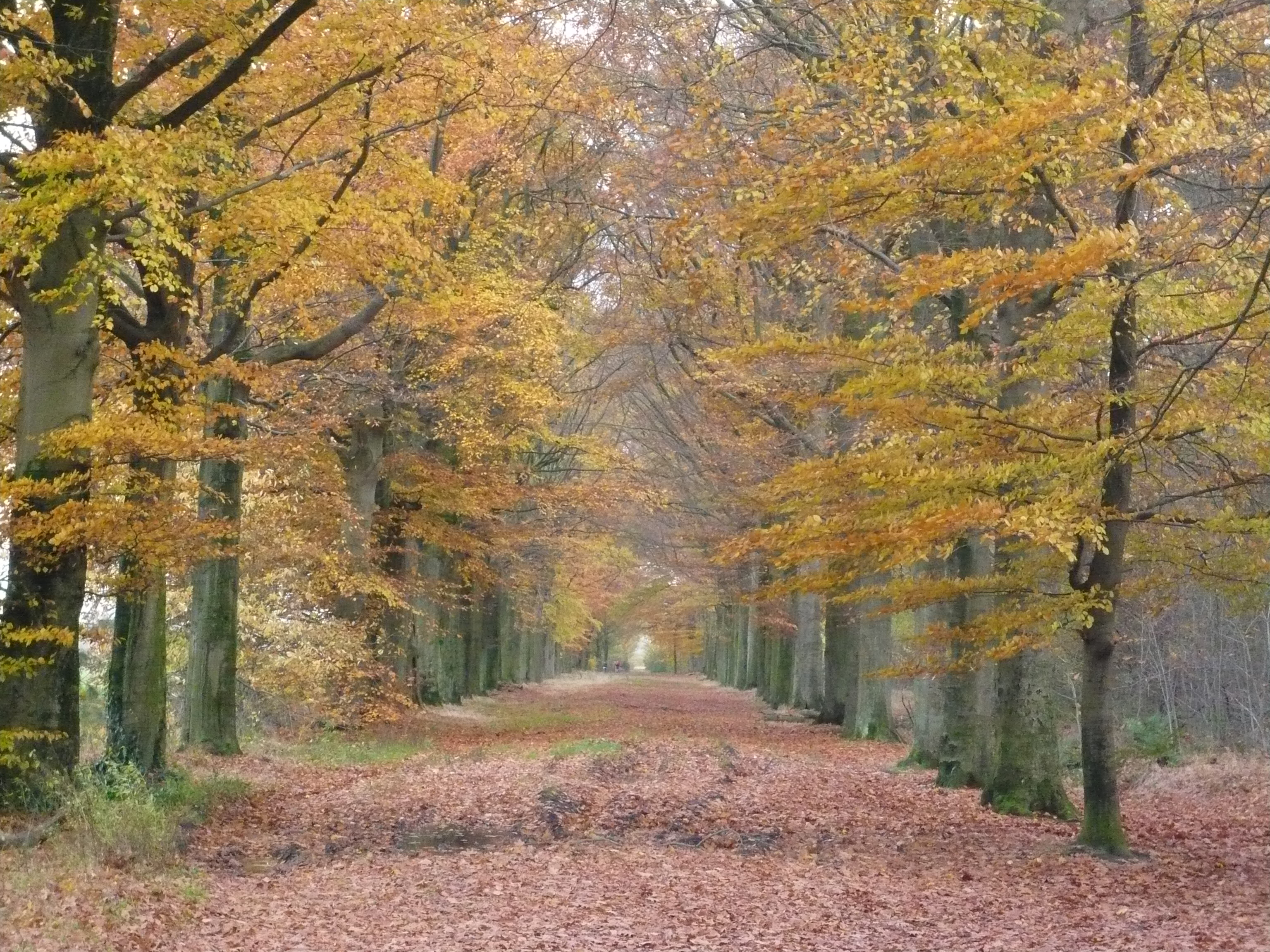
Plantagebaan, ten zuiden van Wouwse Plantage
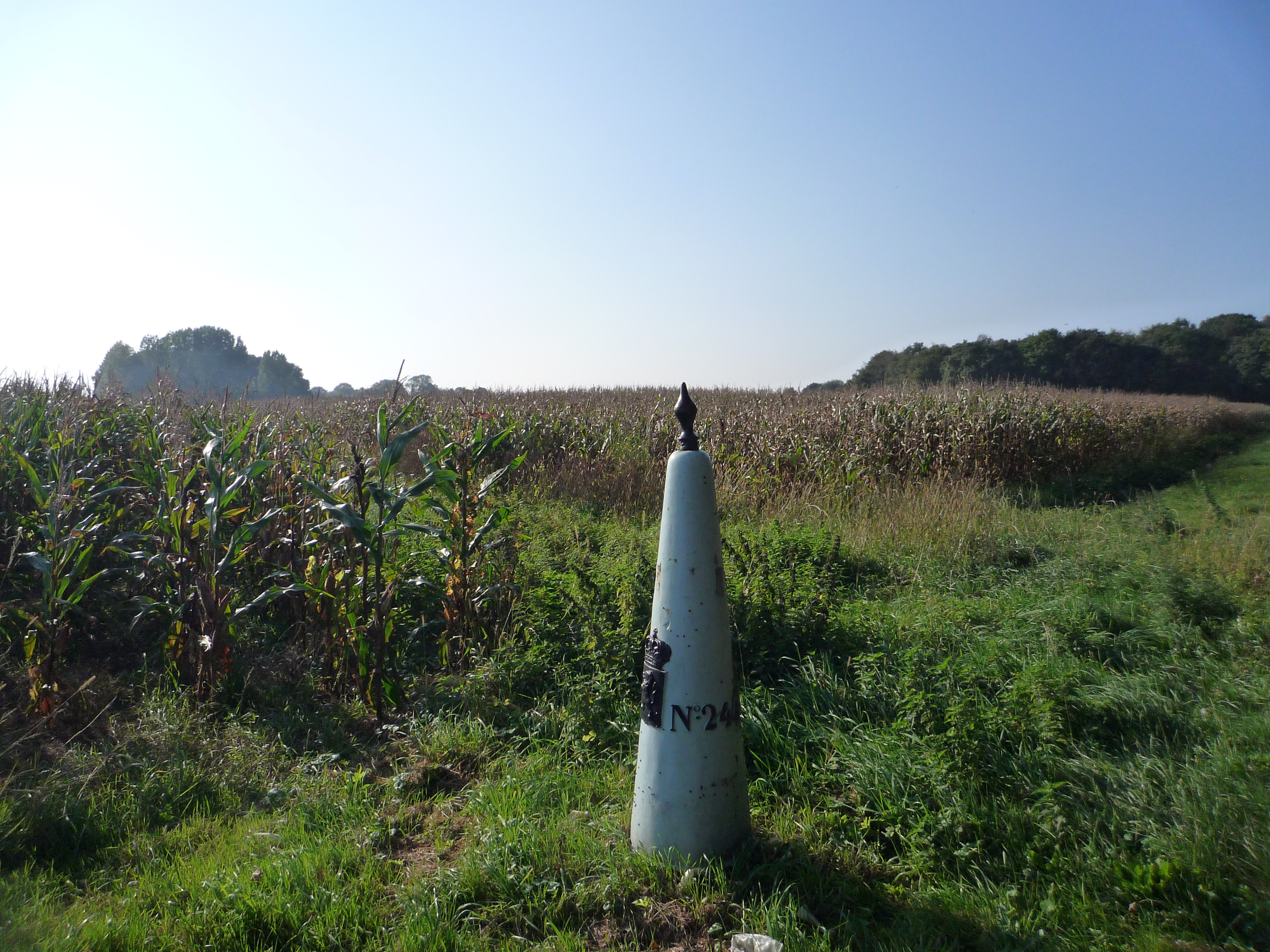
Grenspaal